# زمین‌لرزه ۱۹۸۷ اندونزی
زمین‌لرزه اندونزی  در تاریخ ۲۶ نوامبر ۱۹۸۷ میلادی، برابر با ‎۵ آذر ۱۳۶۶، ساعت ۱:۴۳:۱۴ به زمان یوتی‌سی در اندونزی رخ داد. ژرفای این زلزله ۲۵٫۲ کیلومتر بود، و بزرگی آن ۶٫۵ در مقیاس Mw اعلام شده‌است. زمین‌لرزه به وقت محلی در روز پنج‌شنبه، ساعت ۹ روی داده و منطقه زمانی آن یوتی‌سی +۸ بوده‌است .
سازمان زمین‌شناسی آمریکا نیز رومرکز این زمین‌لرزه را در مختصات ۸°۱۴′۴۹″جنوبی ۱۲۴°۰۹′۱۸″شرقی / ۸٫۲۴۷°جنوبی ۱۲۴٫۱۵۵°شرقی و ژرفای آن را در ۳۳ کیلومتر گزارش کرده‌است. بزرگی برگزیدهٔ این سازمان از میان بزرگی‌های محاسبه‌شدهٔ مختلف ۶٫۵ در مقیاس Ms بوده و از دید اثر، در میان چهار دسته‌بندی «نامحسوس»، «محسوس»، «زیان‌آور» یا «با تلفات»، زلزله را «با تلفات» اعلام کرده‌است.رانش زمین در آن به وجود آمده‌است.
پروژهٔ «تنسور گشتاور مرکزوار» زاویه‌های (راستا، شیب، ریک) گسل سازندهٔ زمین‌لرزه و صفحه عمود بر آن را (°۹۱، °۷۱، °۱۸۰) یا (°۱۸۱، °۹۰، °۱۹) و نوع گسل را «امتدادلغز» فرارسانده‌است.
شمار کشتگان زلزله حدود ۳۷ نفر بوده‌است.تعداد زخمیان ۱۰۸ نفر برآورده شده‌است.بی‌خانمان شدگان نیز ۱۰۰۰ نفر اعلام شده‌است.